# Jan Wyderkowski
Jan Wyderkowski pseud. Grab (ur. 19 czerwca 1913 w Kępnie, zm. 4 lutego 2001 w Warszawie) – generał brygady Wojska Polskiego, komendant wojewódzki MO w Bydgoszczy w 1945.

## Życiorys

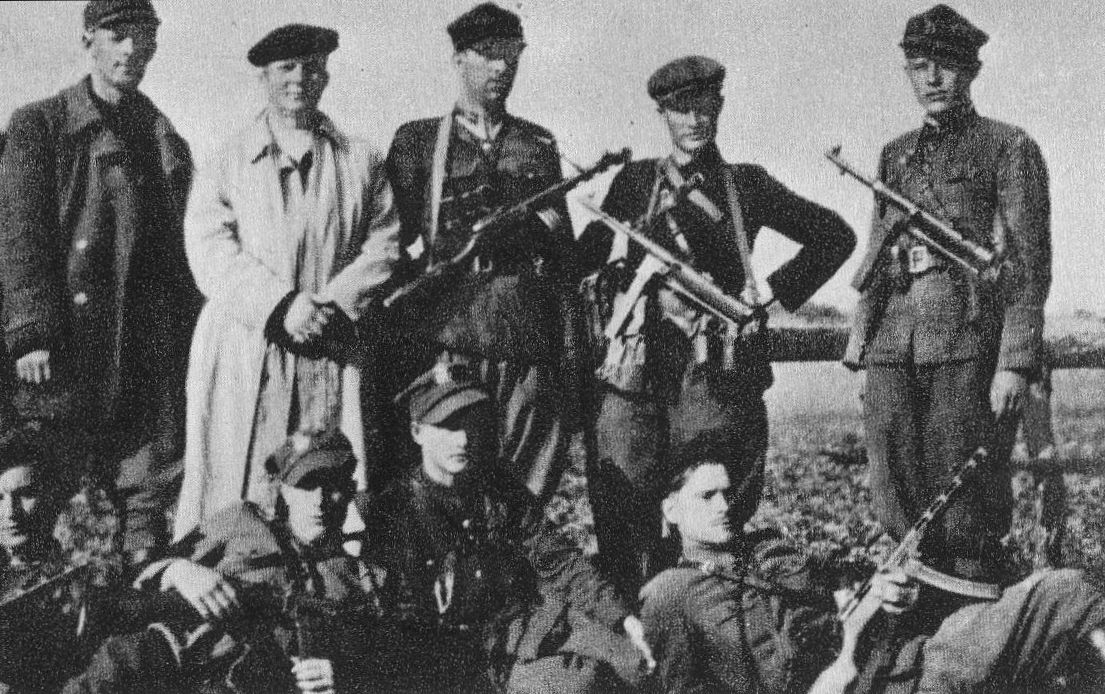
Jan Wyderkowski (stoi pierwszy z lewej) w partyzantce, czerwiec 1944

W 1933, po ukończeniu gimnazjum w Kępnie, został przyjęty do Szkoły Podchorążych Piechoty w Komorowie. Na stopień podporucznika został mianowany ze starszeństwem z 15 października 1936 i 113. lokatą w korpusie oficerów rezerwy piechoty. Został wcielony do 57 Pułku Piechoty Wielkopolskiej w Poznaniu na stanowisko dowódcy plutonu. Walczył w wojnie 1939 m.in. bitwie nad Bzurą, dwukrotnie ranny.
Od końca września 1939 do sierpnia 1940 ukrywał się, a następnie pracował w młynie we Wrocławiu. Od listopada 1941 do marca 1942 więziony przez Niemców, po zwolnieniu osiedlił się na Lubelszczyźnie, gdzie handlował i pracował na roli. Wiosną 1943 wstąpił do GL pod pseudonimem „Grab” i został porucznikiem w oddziale dowodzonym przez Wacława Czyżewskiego. W październiku 1943 mianowany kapitanem GL i szefem sztabu II Obwodu GL, brał udział w bitwie w Lasach Parczewskich 18 X 1943 i w bitwie pod Kochanami 22 X 1943. Poza tym przygotowywał akcje bojowe i sabotażowe. Na początku 1944 został zastępcą dowódcy Obwodu II AL, a w lutym 1944 awansowany na majora AL. Uczestnik bitwy w Puszczy Solskiej, gdzie się wyróżnił. Pod koniec czerwca 1944 towarzyszył naczelnemu dowódcy AL gen. Michałowi Żymierskiemu-Roli podczas inspekcji. Współorganizował przerzut delegacji KRN do Moskwy. 26 VII 1944 został mianowany szefem sztabu 7 Dywizji Piechoty w Siedlcach, jednak już 1 VIII 1944 przeniesiony do MO jako zastępca komendanta wojewódzkiego MO w Lublinie. 2 grudnia 1944 został komendantem zapasowego batalionu MO przy Komendzie Głównej MO, a 3 lutego 1945 komendantem wojewódzkim MO w Bydgoszczy.
W lipcu 1945 przeszedł do służby w WP jako zastępca dowódcy 41 Pułku Piechoty ds. liniowych w Szczecinie, a od 15 I 1946 dowódca tego pułku. W 1947 odbył kurs w Centrum Wyszkolenia Piechoty w Rembertowie, następnie był szefem sztabu 7 Dywizji Piechoty w Krakowie. 13 XII 1950 został kierownikiem Studium Wojskowego przy UMK w Toruniu, a 19 X 1951 przeniesiony do rezerwy w ramach rozprawy z „gomułkowszczyzną”. Pracował m.in. w Ministerstwie PGR-ów. W listopadzie 1956 ponownie powołany do służby w WP i mianowany dowódcą 3 Pomorskiej Dywizji Piechoty w Lublinie. 1957-1959 studiował w Moskwie w Akademii Sztabu Generalnego Sił Zbrojnych ZSRR im. Woroszyłowa, a w międzyczasie w październiku 1958 został awansowany na generała brygady. Po powrocie był zastępcą dowódcy Warszawskiego Okręgu Wojskowego ds. liniowych.
Od 1961 do 1965 attaché wojskowy, morski i lotniczy przy Ambasadzie PRL w Moskwie. W maju 1968 mianowany inspektorem ds. organizacji paramilitarnych w Głównym Inspektoracie Obrony Terytorialnej. Jesienią 1974 pożegnany przez ministra obrony narodowej gen. armii Wojciecha Jaruzelskiego w związku z zakończeniem zawodowej służby wojskowej i przeniesiony w stan spoczynku.
Był członkiem Rady Naczelnej ZBoWiD. Zmarł w Warszawie, pochowany w Neuchatel w Szwajcarii.

## Awanse
W trakcie wieloletniej służby w WP, Gwardii Ludowej i w ludowym Wojsku Polskim otrzymywał awanse na kolejne stopnie wojskowe:
- podporucznik – 1936
- porucznik Gwardii Ludowej – 1943
- kapitan Gwardii Ludowej – 1943
- major Gwardii Ludowej – 1944
- podpułkownik – 1944
- pułkownik – 1949
- generał brygady – 1958

## Odznaczenia i wyróżnienia
- Order Virtuti Militari V klasy (1945)
- Krzyż Komandorski Orderu Odrodzenia Polski (1972)
- Krzyż Oficerski Orderu Odrodzenia Polski (1968)
- Krzyż Kawalerski Orderu Odrodzenia Polski (1958)
- Order Krzyża Grunwaldu III klasy (1945)
- Srebrny Krzyż Zasługi (1945)
- Krzyż Partyzancki (1946)
- Medal „Za udział w walkach o Berlin” (1971)
- Medal „Za udział w wojnie obronnej 1939” (1981)
- Złoty Medal „Siły Zbrojne w Służbie Ojczyzny” (1969)
- Srebrny Medal Siły Zbrojne w Służbie Ojczyzny
- Brązowy Medal Siły Zbrojne w Służbie Ojczyzny
- Złoty Medal „Za zasługi dla obronności kraju” (1973)
- Medal Zwycięstwa i Wolności 1945
- Medal im. Ludwika Waryńskiego (1986)[3]
- Odznaka Honorowa "Za zasługi dla Lubelszczyzny" (1969)[4]
- Medal pamiątkowy „Za zasługi dla Warszawskiego Okręgu Wojskowego” (1970)[5]
- Order Wojny Ojczyźnianej I stopnia (ZSRR) (1968)
- Medal jubileuszowy „Czterdziestolecia zwycięstwa w Wielkiej Wojnie Ojczyźnianej 1941–1945” (ZSRR, 1985)[6]
- Wpis do Honorowej Księgi Czynów Żołnierskich (9 maja 1985)